# Hebeloma pusillum
Hebeloma pusillum là một loài nấm ở Hymenogastraceae.

## Hình ảnh

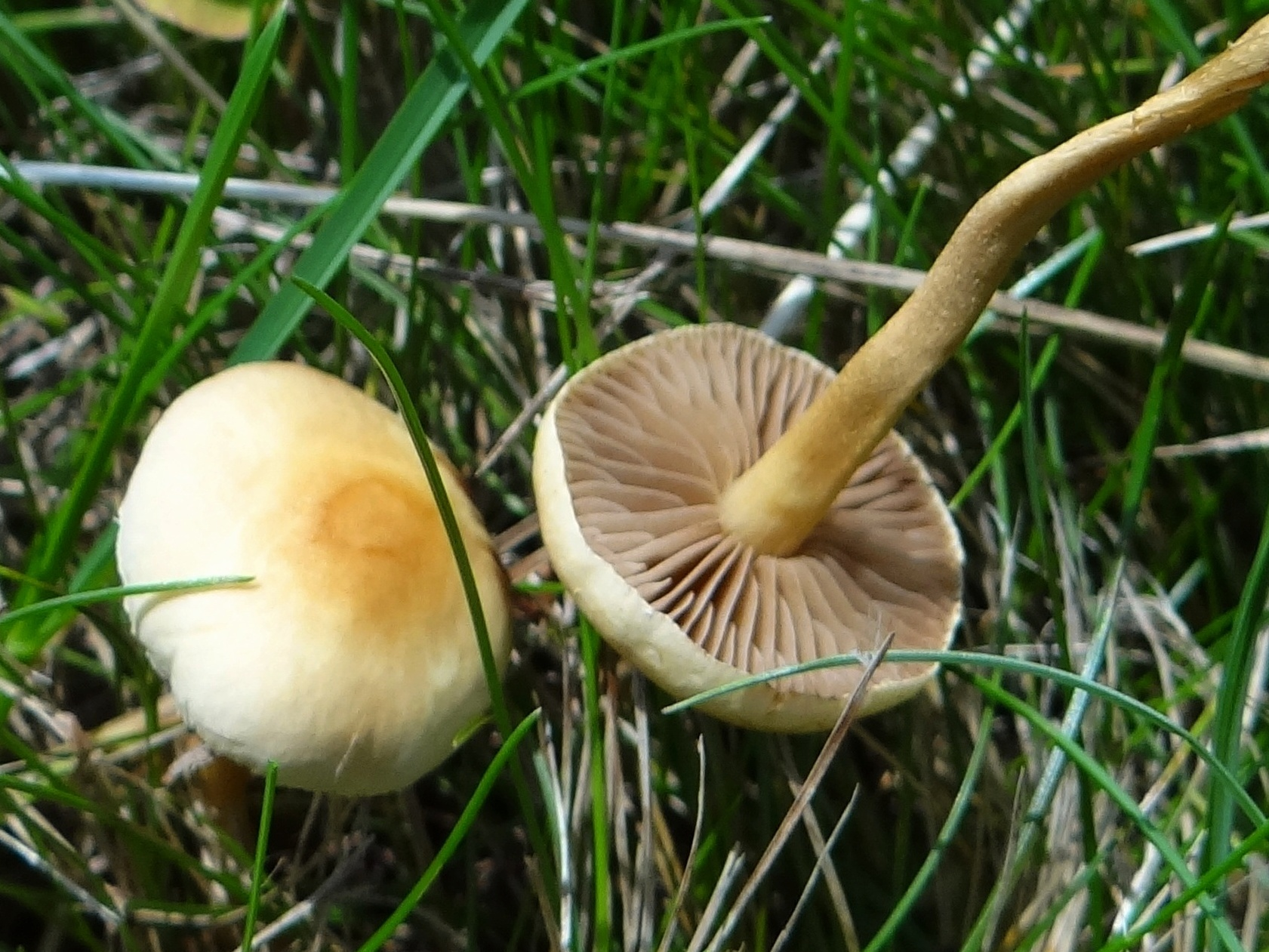